# Mihailo Petrović
Mihailo Petrović Alas (kyrilliska: Михаило Петровић Алас, Belgrad, 24 april 1868 - Belgrad, 8 juni 1943) var en serbisk matematiker och uppfinnare, professor vid Belgrads universitet, Henri Poincarés student. Petrović forskade om differentialekvationer  och var bland de första att uppfinna en prototyp av en analog dator. Han sysslade även med kryptografi i jugoslaviska armén under balkankrigen och första världskriget.
Petrović var en passionerad fiskare - därav hans smeknam Alas, vilket är ett serbiskt ord för "fiskare".